# Szebehely Győző
Szebehely Győző (Szebehely Viktor) (Budapest, 1921. augusztus 10. – Austin, Texas, 1997. szeptember 13.) magyar születésű amerikai csillagász, gépészmérnök, egyetemi tanár, a háromtest-probléma nemzetközileg elismert kutatója, az Apollo űrhajók egyik pályatervezője.

## Életpálya
A Cisztercita Gimnáziumban érettségizett. 1944-ben a Budapesti Műszaki Egyetemen szerzett mérnöki diplomát. Eredetileg villamosmérnöknek tanult, de bejárt a Tudományegyetemre is matematikát meg fizikát hallgatni Fejér Lipót és Kerékjártó Béla előadásaira. Egerváry Jenő professzora tanácsára kezdett el foglalkozni a háromtest-probléma vizsgálatával, melynek specifikus eseteiből írta doktori disszertációját 1946-ban. 1947-ig tanársegéd, majd Amerikába költözött. 1947–1952 között a Virginiai Egyetemen, 1952–1957 között a Marylandi Egyetemen és a George Washington Egyetemen tanult és dolgozott.
1954-ben kapott amerikai állampolgárságot. Ekkortól dolgozott az Egyesült Államok Haditengerészetének is, kisebb hadihajók viharos tengeren történő mozgását vizsgálta, a nemzetközi ismertséget e munkája hozta meg számára. 1962–1968 között a Yale Egyetemen áramlástant tanított, majd 1968-tól az University of Texas at Austin professzora volt. Az égi mechanika tudományterületének, ezen belül a háromtest-problémára vonatkozó kutatásoknak világszerte ismert képviselője volt. 1957-től az Egyesült Államok űrprogramjában vett részt, tudományos munkájával jelentősen hozzájárulva az Apollo-program sikeréhez.
Emlékére a New York Times (1997. szeptember 28.) írta: Szebehely munkája előtt az égitestek pályáit Newton és Einstein munkái alapján számították. De megérkeztek a nagysebességű számítógépek és újra megnyitották ezt a területet. Az űrkorszak hirtelen érkezett, és nem voltak amerikaiak, akik járatosak lettek volna az égi mechanikában. Ekkor jött el Izsák Imre és Szebehely Victor ideje. 1962-ben a Yale egyetemre került, ott az égi mechanika nagy öregje, Dirk Brouwer lett a mestere. Az ő halála után, 1968-ban a Texasi Egyetem hívta meg az Űrmérnöki Intézet vezetőjének. Austin az Apollo-misszió központja lett. Az égi háromtest-problémát a holdutazás tette igazán érdekessé Amerika számára. A Föld és Hold gravitációs hatása alatt kellett a Holdig elérnie az Apollo űrhajónak és legénységének. Szebehelynek döntő szerepe volt a nyolcas alakú pálya megtervezésében.
Az 1950-es évek végétől többször járt Magyarországon. 1974 óta dolgozott együtt Érdi Bálinttal az Eötvös Loránd Tudományegyetem Csillagászati Tanszékén. "Dinamikus csillagászat" témában közös MTA-NSF kutatási programjuk volt az 1980-as években.

## Családja
Kétszer nősült, mindkétszer elvált. Első felesége Éva, gyermektelenül váltak el. Második felesége, Patti Gill, közös lányuk, Julia Agnes.

## Háromtest-probléma
Leegyszerűsítéssel határozzák meg pl. a Hold keringését a Föld körül, mintha a Hold a Föld tömegközéppontja körül végezné mozgását. Valójában e két test kölcsönös keringést végez közös tömegközéppontjuk körül, amely ugyan a földköpeny alatt van, de nem esik egybe bolygónk tömegközéppontjával. Három égitest, vagy két égitest és egy bolygóközi űrszonda esetében a számítások nehézségi foka meghatványozódik, jóllehet azok eredményessége óriási gyakorlati jelentőséggel bír. (Ráadásul a Föld–Hold rendszerben mozgó űrszonda mozgására még a Nap gravitációs hatását is figyelembe kell venni). Hosszú időre előre nem lehet az ilyen rendszerekben a pályák alakulását előre meghatározni, csak lépésről lépésre, ún. nyomonkövetéses, a matematika numerikus integrációnak nevezett módszerével. Még így is szükség van bizonyos korlátozások bevezetésére, a fentiekben felsoroltakon kívül még arra, hogy pl. az egyik tömegközéppont körpályán kering a másik körül, míg az nyugalomban van vagy egyenletes egyenes vonalú mozgást végez, a harmadik test tömege elhanyagolható a másik két test tömegéhez képest, a harmadik test a két test körmozgásának síkjában van stb. Az Apollo-program végrehajtásában az addig inkább elméleti kérdésként kezelt gravitációs háromtest-problémának egyszeriben óriásira nőtt a gyakorlati jelentősége, hiszen a Hold–Föld rendszerben mozgó Apollo űrhajó sorsa alapvetően a helyes pályaszámítástól függött.
Szebehely legjelentősebb felismerésének tekintette, hogy ha három, nagyjából egyforma tömegű test egymás közelében tartózkodik, akkor az egyik tag idővel törvényszerűen elhagyja e közös rendszert. Ez bármilyen kezdeti feltétel mellett érvényesül, leszámítva néhány nagyon speciális szimmetrikus helyzetet. Analitikus módszerrel kimutatta, hogy van egy kritikus sebességérték, amelyet ha elér a szóban forgó kozmikus test, akkor óhatatlanul a végtelenbe távozik. Egy potenciálelméleti problémában elsőként általa megalkotott parciális differenciálegyenletet róla neveztek el. A Szebehely-féle egyenlet vizsgálatáról napjainkig több mint száz tudományos publikáció látott napvilágot.

## Írásai
- "Theory of Orbits" (Academic Press, 1967) című könyvét, a háromtest-problémára irányuló kutatások alapművének tekintik.
- "Kalandozások az égi mechanikában" (Adventures in Celestial Mechanics) című munkája a  klasszikus égi mechanikát ismerteti.
- 18 könyvet írt, tudományos publikációinak a száma meghaladja a kétszázat.

## Elismerések
- 1957-ben Julianna holland királynő lovaggá ütötte,
- 1978-ban elsőként kapta meg az Amerikai Csillagászati Társaság Brouwer-díját, amit az égi mechanika terén elért eredmények elismerésére alapítottak,
- 1982-ben lett az Amerikai Műszaki Akadémia tagja,
- 1991. május 10-én az Eötvös Loránd Tudományegyetem díszdoktorává avatta,[3] emlékét az ELTE egyik lágymányosi épületében tanterem őrzi.
- 1997-ben az Olasz Köztársaság elnöke átadta a Galilei alapította Accademia Nazionale del Lincei nemzetközi díját,